# Eriastrum ertterae
Eriastrum ertterae är en blågullsväxtart som beskrevs av D.Gowen. Eriastrum ertterae ingår i släktet Eriastrum och familjen blågullsväxter. Inga underarter finns listade i Catalogue of Life.